# Ocros (Áncash)
Ocros es un pueblo peruano, capital del distrito y de la provincia homónimos, ubicada en el departamento de Áncash. Tiene una población aproximada de 1700 habitantes al año 2024. Se halla a 3250 m s. n. m., a unos 290 km al norte de Lima.

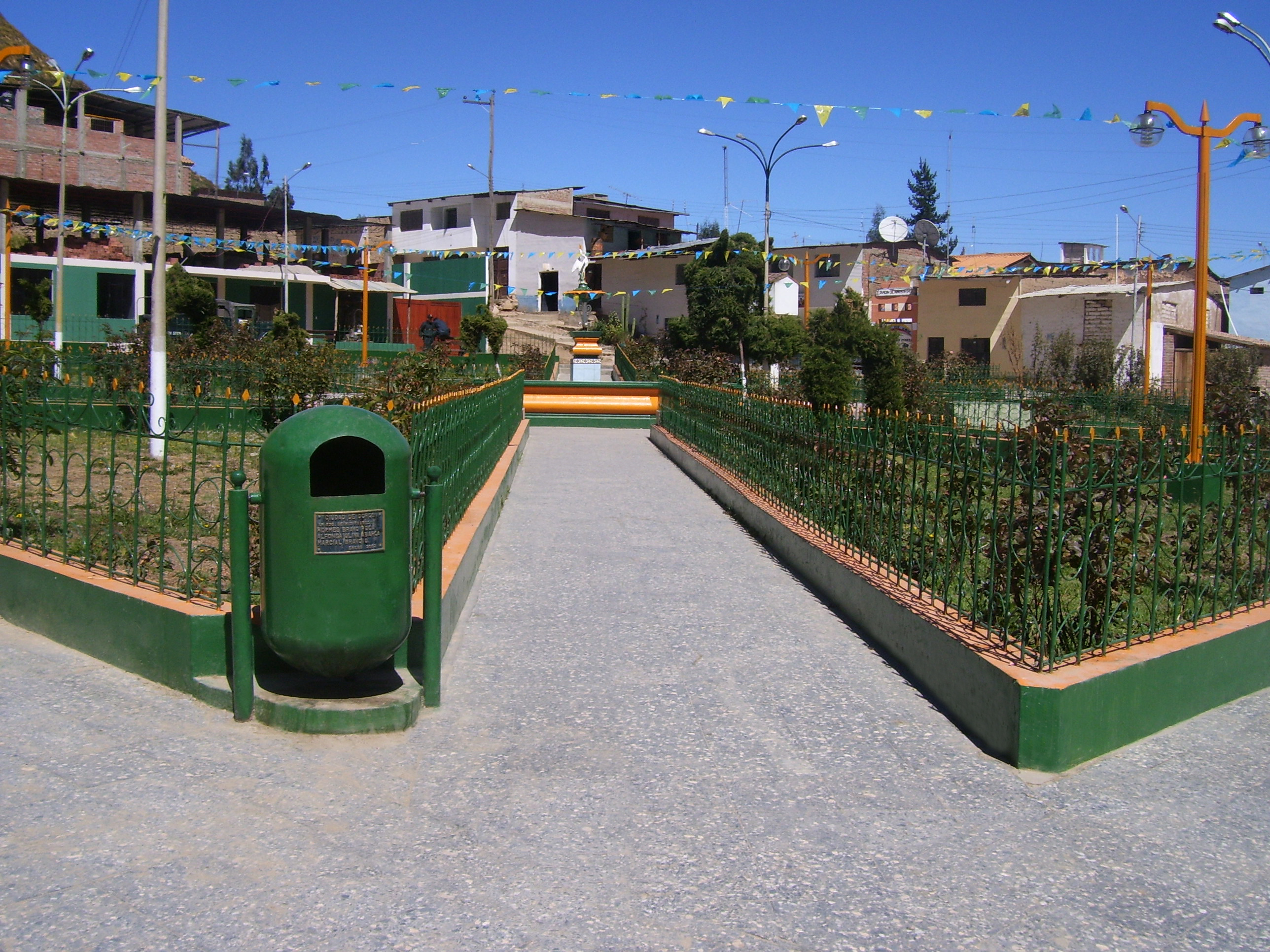
Vista de la plaza Mayor.

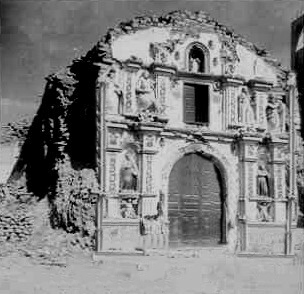
Portada sobreviviente de la antigua iglesia colonial de Santo Domingo de Guzmán luego del terremoto de Áncash de 1970.

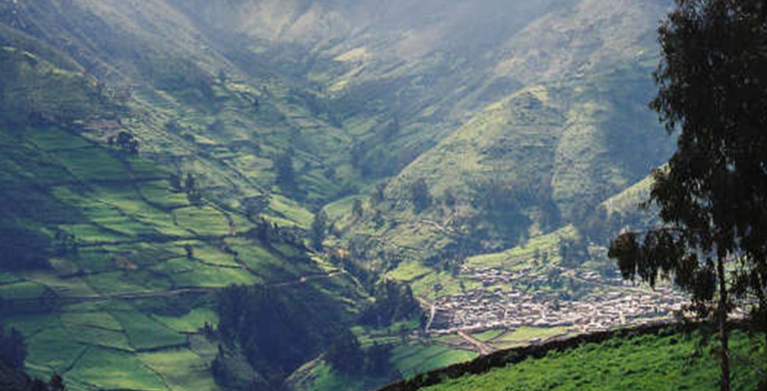
Vista panorámica de la quebrada de Yanameco con la ciudad de Ocros en la parte inferior.

## Toponimia
La toponimia autóctona antigua viene del grupo étnico ocros o ucrus. La conjetura moderna de la toponimia dice  que Ocros proviene de ucru, uecru, pues el pueblo está situado en una hoyada u hondonada al pie del cerro de Marca y los españoles que la registraron, por su facilidad de pronunciación lo llamaron Ocros. Se constata que ukru significa "hoyo", "pozo"; además implica semánticamente, concavidad, hondonada y ukrus puede entenderse como aumentativo de hoyo, si cabe:  hoyón, i.e.  concavidad acentuada.

## Clima
| Parámetros climáticos promedio de Ocros (territorios entre 3000 - 3500 m s. n. m.). | Parámetros climáticos promedio de Ocros (territorios entre 3000 - 3500 m s. n. m.). | Parámetros climáticos promedio de Ocros (territorios entre 3000 - 3500 m s. n. m.). | Parámetros climáticos promedio de Ocros (territorios entre 3000 - 3500 m s. n. m.). | Parámetros climáticos promedio de Ocros (territorios entre 3000 - 3500 m s. n. m.). | Parámetros climáticos promedio de Ocros (territorios entre 3000 - 3500 m s. n. m.). | Parámetros climáticos promedio de Ocros (territorios entre 3000 - 3500 m s. n. m.). | Parámetros climáticos promedio de Ocros (territorios entre 3000 - 3500 m s. n. m.). | Parámetros climáticos promedio de Ocros (territorios entre 3000 - 3500 m s. n. m.). | Parámetros climáticos promedio de Ocros (territorios entre 3000 - 3500 m s. n. m.). | Parámetros climáticos promedio de Ocros (territorios entre 3000 - 3500 m s. n. m.). | Parámetros climáticos promedio de Ocros (territorios entre 3000 - 3500 m s. n. m.). | Parámetros climáticos promedio de Ocros (territorios entre 3000 - 3500 m s. n. m.). | Parámetros climáticos promedio de Ocros (territorios entre 3000 - 3500 m s. n. m.). |
| Mes                                                                                 | Ene.                                                                                | Feb.                                                                                | Mar.                                                                                | Abr.                                                                                | May.                                                                                | Jun.                                                                                | Jul.                                                                                | Ago.                                                                                | Sep.                                                                                | Oct.                                                                                | Nov.                                                                                | Dic.                                                                                | Anual                                                                               |
| ----------------------------------------------------------------------------------- | ----------------------------------------------------------------------------------- | ----------------------------------------------------------------------------------- | ----------------------------------------------------------------------------------- | ----------------------------------------------------------------------------------- | ----------------------------------------------------------------------------------- | ----------------------------------------------------------------------------------- | ----------------------------------------------------------------------------------- | ----------------------------------------------------------------------------------- | ----------------------------------------------------------------------------------- | ----------------------------------------------------------------------------------- | ----------------------------------------------------------------------------------- | ----------------------------------------------------------------------------------- | ----------------------------------------------------------------------------------- |
| Temp. máx. media (°C)                                                               | 16.4                                                                                | 16.1                                                                                | 16.2                                                                                | 16.8                                                                                | 16.8                                                                                | 16.9                                                                                | 17.3                                                                                | 17.5                                                                                | 17.1                                                                                | 16.8                                                                                | 16.7                                                                                | 16.7                                                                                | 16.8                                                                                |
| Temp. media (°C)                                                                    | 10.4                                                                                | 10.6                                                                                | 10.4                                                                                | 10.4                                                                                | 9.4                                                                                 | 8.4                                                                                 | 8.2                                                                                 | 8.6                                                                                 | 9.1                                                                                 | 9.6                                                                                 | 9.8                                                                                 | 9.9                                                                                 | 9.6                                                                                 |
| Temp. mín. media (°C)                                                               | 4.5                                                                                 | 5.1                                                                                 | 4.7                                                                                 | 4                                                                                   | 2                                                                                   | -0.1                                                                                | -0.8                                                                                | -0.2                                                                                | 1.2                                                                                 | 2.5                                                                                 | 3                                                                                   | 3.1                                                                                 | 2.4                                                                                 |
| Fuente: climate-data.org                                                            |                                                                                     |                                                                                     |                                                                                     |                                                                                     |                                                                                     |                                                                                     |                                                                                     |                                                                                     |                                                                                     |                                                                                     |                                                                                     |                                                                                     |                                                                                     |

## Historia

### Presencia en el antiguo Perú e Imperio Inca
El antiguo hombre del valle de Ocros llegó como cazador y, posteriormente, se convirtió en sedentario, desarrollando la domesticación de plantas y auquénidos estableciéndose en lugares permanentes. Hacia el 2000 a. C. los ocros estuvieron influenciados por la ciudad estado de Caral, localizado a pocos kilómetros al sur y la cultura Chavín en el norte, hacia el año 1000 a. C.
En esta época, los ocros recibieron aportes civilizadores de “huaris” (agricultura) y “llacuases” (pastores) una mezcla o fusión de ambas etnias, por sus ruinas y vestigios que perduran en el territorio ocrosino lo confirman el visitador Rodrigo Hernández Príncipe y Bernardo de Novoa (huari o guari yachaj o huarimitiac y otros llacuase). Estas etnias poblaron a los antiguos poblaciones de Cajatambo, Ocros, Cajamarquilla, Huanri, Llaclla, Mangas, Canis, dentro del radio de acción de la Cultura Chavín(1000 a. C.), posteriormente son mezcladas las influencias de la Cultura Chimú la que se extendió hasta Paramonga y Huaylías (Ocros).
Durante el primer milenio de nuestra era, Ocros se convirtió en punto de paso obligatorio entre la costa y la selva huanuqueña y los valles de Cerro de Pasco.
Entre 1445 y 1450, aproximadamente siglo XV, Cápac Yupanqui, hermano de Pachacútec, conquista varios reinos y grupos étnicos del Chinchasuyo. El territorio ocrosino, fue conquistado por el Inca Pachacútec, para aquel entonces gobernaba Coque Poma, la jurisdicción pertenecía a Chinchaysuyo (Imperio del Tawantinsuyu), que comprendía Ocros, Cochas y Acas (Carhuapampa, Huanri y Chilcas).
Coque Poma, cacique de Ocros, heredó el trono de su padre Caxa Manga, fue ratificado por el gobierno de Pachacútec. Coque Poma por su dinamismo se ganó la admiración y cariño de Pachacútec haciéndose célebre a que ofrendó su hija Tanta Carhua, que era bellísima, para la festividad de Intí Raymi del Cuzco. 
El inca Pachacútec en nombre de Tanta Carhua, se hacía sacrificios en la festividad de Capacocha que se celebraba después de la cosecha, generalmente se bajaba a Aysha (Lacchas) donde eran las tierras del Inca, se hacía gran pompa con sacrificio que terminaban con un embriagues a base de chicha de maíz.

### Época de la conquista
En 1534, se inicia con el sometimiento del cacique ocrosino Caxa Malqui, que fue bautizado por los españoles en Cajamarca con el nombre de Rodrigo, por ser un personaje que acompañaba al Inca Atahualpa en Cajamarca.
En 1548 el extenso territorio con Cayano de Ocros y se crea una nueva encomienda, la de Ocros que es entregada a Nuño de Guzmán. El Virrey Francisco de Toledo confirman en 5 encomiendas a todo el partido de Cajatambo: Andajes, Lampas, Cajatambo, Ocros y Ámbar.
En 1555, los españoles llegaron a Ocros y posteriormente en 1561 llegó Fray Francisco quien trató de destruir las creencias religiosas, destruyó quemando las huacas de Carhuahuanca, torturaban a los nativos para hacerles confesar sus riquezas que enterraban junto a sus huacas y así se implantó la religión católica en esta época.

### Época colonial
En 1574, cuando el virrey Toledo el 22 de diciembre de 1574 reorganizó los corregimientos de indios (o de naturales), que habían sido creados por el gobernador Lope García de Castro en 1565, dispuso que los corregimientos de Huarochirí, Huaylas, Ica, Jauja, Arnedo (llamado después Chancay), Cajatambo y Canta dependieran de los alcaldes ordinarios del Cabildo de Lima. Todos en el distrito de la Real Audiencia de Lima.
Como Corregimiento: Cajatambo, comprendía de 1,579 reducidos en 5 pueblos Aquia, Huasta, Mangas, Chiquian y Matara, perteneciente a la arquidiócesis de Lima, mientras que Cajacay, en 1586 a 1593 pertenecía al Corregimiento de Huaylas.
Em 1584, el Obispo Toribio de Mogrovejo en la época virreinal, realizó dos visitas a esta zona, la 1.ª fue a fines de 1584, llegando a Ocros, Acas, Raján, Cajamarquilla, Cajacay, Huayllacayán y Ticllos. La 2.ª visita lo realizó el 9 de julio de 1593, visitó la doctrina y curato de San Agustín de Cajacay, San Benito de Huayllacayán, San Juan Bautista de Colquioc. En 1586, Cajatambo como Corregimiento dentro de la división política de la diócesis, dividió en partidos, contaba con 13 curatos.
En 1621, Rodrigo Hernández Príncipe, descubrió la tumba a 3 estados de profundidad (5m aprox.), en un pozo bien nivelado que tenía un depósito a modo de alacena, donde se halló la Capacocha sentada con alhajas de ollas, cantarillos y dijes de plantas muy vistosas otorgados en dones del Inca. Caque Poma cacique de Ocros la dedicó al sacrificio del Sol y así pudo conseguir el señorío de Cacique.
Tanta Carhua fue llevada a las tierras de Aysha (Aisxa), a un alto Cerro Remate de las tierras del Inca y hecha la tumba en pozo profundo la bajaron y emparedaron viva. La Capacocha, se consideraba como ritual político, donde en su sacrificio se incluían plata, ofrendas de oro, se realizaba en circunstancias como la fiesta del Inti Raymi, algunos acontecimiento importantes como ascenso de un nuevo Inca, o en catástrofes como sequía. Y existía una Toma de Regadío para las Tierras del Inkas en Ocros, Perú.
En 1656 (Domingo Rimachi del Ayllu de Pimachi), declara sobre el origen de los “guari”, que vinieron de lago Titicaca (meseta del Collao).
Enntre 1673 a 1700, se construyó la “Iglesia colonial Santo Domingo de Ocros” que hasta el año 1970 fue una joya arquitectónica de la época colonial, con una campana de gran sonido y melodía dentro de Ocros, como también de los distritos de Acas, Cajamarquilla, Cochas y Carhuapampa. Los curacas mandaron construir la iglesia Santo Domingo de Ocros y la Iglesia Santo Domingo Huasta (Provincia de Bolognesi) para congraciarse con los españoles, que hasta la fecha sigue siendo una joya arquitectónica los altares de pan de oro, los imágenes de la época colonial, debe permanecer en su lugar y no trasladar como el caso de la Cruz (de Ocros a Pilluc), mantener la identidad e historia de un pueblo ancestral.
En 1714, Ocros, Acas y Cochas pertenecía a la Provincia de Cajatambo de la Intendencia de Tarma;  la Doctrina de Ocros (en 1714) comprendía a los pueblos de Choque, Copa y Congas. Don Francisco Flores de Huaynamallqui era el principal cacique y el gobernador de la Doctrina de Ocros Don Juan Pilcomalque el principal y Don Agustín Martín el alcalde ordinario.

### Época de la Independencia
Fue una época histórico del Perú con diferentes rebeliones en Huánuco y Cuzco. Por el territorio de Ocros se desplazaron los conspiradores que colaboraron con San Martín, el cura Uribe de Aija y en la presidencia de Luzuriaga en el año 1821. Apoyaron a Sucre en su campaña previa a la batalla de Junín.

### Época republicana
En 1821, el Perú contaba con 7 departamentos: Arequipa, Ayacucho, Cusco, Tarma, La Libertad, Lima, Puno. Éstos, a su vez, fueron subdividiéndose progresivamente.
- 1821, por Reglamento Provisional del 12 de febrero de 1821, se determinó que el departamento de Huaylas comprendería los "partidos de Huaylas, Conchucos, Huamalies, Cajatambo y Huánuco, en tanto que el partido de Santa quedaba al departamento de la Costa.
- Para Ocros, significó que los españoles colonizadores dieron paso a una nueva clase dominante criolla, que continuó explotando a la masa campesina. Los tributos que pagaban a las arcas coloniales pasan desde 1,821 a las del nuevo gobierno independiente, con algunos intervalos de suspensión.

- 1821, la Independencia del Perú por Don José de San Martín y continua la frecuente lucha con el ejército realista, para entonces Simón Bolívar (1824) preparaba su ejército libertador en Pativilca,  Ocros,  tierra de ganado vacuno, colaboraba con Simón Bolívar  en dinero efectivo, joyas, ganados para alentar la lucha del ejército libertador, que posteriormente en reconocimiento le otorga la Categoría de Villa Benemérita Ocros el 30 de enero de 1871  (Presidente Constitucional del Perú José Balta), un acontecimiento histórico para Ocros.
- Lo más grave, la tierra del común de los indios que la corona española protegió, comienza a privatizarse a partirse a partir de las disposiciones del libertador Simón Bolívar.
- Pero estimamos que las mejores tierras de las partes bajas deben ser parte del sistema de hacienda como: Cochas, Alpas, Huaylias, Santelmo, Llamachupan, Congón, Caracha, Hierbabuena, Membrillo y Llippipa, aparecen como propiedades privadas de las familias poderosas de Ocros, en los siglos XIX y XX de la vida republicana, hasta los años de la reforma agraria.

La creación política de Ocros fue por Decreto Supremo en 1825, en mérito a su apoyo a la lucha del ejército libertador por la Independencia dirigidas por José de San Martín del pueblo de Huaura y Simón Bolívar del pueblo de Pativilca. Ratificado su creación política de Ocros el 2 de enero de 1857, juntos con otros pueblos del país como Cajacay, Chiquián, durante el gobierno del Mariscal Ramón Castilla y Marquezado.
- 1836 a 1839,  La Confederación Peruano-Boliviana, jugó un papel importante en la historia del Departamento de Ancash (departamento de Huaylas por el de Ancash, en testimonio a la Batalla escenario del riachuelo Ancash cerca de Yungay). No olvidar Chile inicia su política expansionista en busca de nuevos recursos naturales y lugares estratégicos para su desarrollo (1879), lo mismo fue la victoria Chilena en la Confederación.

- 1839, (20 de enero), el mariscal Andrés de Santa Cruz fue derrotado en la Batalla de Yungay, huyó con destino a Lima pasando por el pueblo generoso de Ocros que se hospedó en el Convento de los Dominicos” existente en aquel tiempo, donde le proporcionaron dinero y un caballo del gobernador de Ocros para proseguir su viaje a Lima.

Ocros fue elevada a la categoría de "Villa Benemérita" por ley sin número del congreso peruano, promulgada por el presidente Constitucional de la República José Balta. Dado en la casa de Gobierno, en Lima, a los 30 días del mes de enero de 1871.
- 1877, el distrito de Distrito de Ocros de la Provincia de Cajatambo, del departamento de Ancash, contaba con una población de 4,637 habitantes en comparación con otros distritos y abarcaba geográficamente las comunidades de Copa y Choque.

- 1883,(julio), el Coronel Leoncio Prado estuvo en Ocros buscando hombres y víveres para ayudar al brujo de los andes Mariscal Andrés Avelino Cáceres (nacido en Ocros de Ayacucho), quien se dirigía de Tarma al callejón de Huaylas perseguido por los Chilenos. El Brujo de los Andes tuvo la oportunidad de pasar por Ocros, cuando vino de la sierra central pasando por Cajatambo – Ocros pernoctó y proseguir rumbo a Callejón de Huaylas (Batalla de Huaylas).

- 1909, Luis Pardo Novoa (1874 - 1909), bandolero peruano, conocido como Luis Pardo El Bandolero; nació el 19 de agosto de 1875, murió el 5 de enero de 1909 a los 35 años de edad, muy amigo del bandolero ocrosino Ginés Cabanillas (muerto en piedra hueca cerca de Huaylias grande), sus parajes estratégicas fueron la zona de Lampas pampa y de chonta punta de Ocros.

En 1941, Ocros estuvo presente en la Guerra declarada por el Ecuador al Perú, participaron de 25 ocrosinos valerosos de corazón y amor a su patria, estos soldados pertenecían a la “Compañía BI-17 y BI---.” y son: Nicasio Velásquez, Felicito Gomero, Francisco Alzadora, Cirilo Espinoza Chávez, Margaro Velásquez y otros. 
En 1970, la ciudad de ocros fue afectado por el terremoto de 1970 su Iglesia Colonial Santo Domingo de Ocros, viviendas y muertes humanas, se tuvo la ayuda solidaria de diferentes países del mundo de Estados Unidos, Rusia y Cuba.
Creación política de Ocros como provincia del 19 de junio de 1990 por el presidente Constitucional de la República del Perú Alan García Pérez y Guillermo Larco Cox, Presidente del Concejo de Ministros y Ministro de Relaciones Exteriores.

## Lugares de interés
- Plaza Mayor[5]
- Pampa de Marca[6]

## Cultura
- Danza de los Negritos de Ocros[7]